# New York Taxi
New York Taxi (Taxi) ist eine US-amerikanisch-französische Actionkomödie von Tim Story aus dem Jahr 2004. Sie ist eine Neuverfilmung der Komödie Taxi aus dem Jahr 1998.

## Handlung
Belle ist Taxifahrerin in New York City. Eines Tages wird sie von dem Polizisten Andy Washburn angewiesen, vier Bankräuberinnen unter der Führung von Vanessa zu verfolgen, die in einem BMW fliehen. Washburn wird von der angekommenen Verstärkung irrtümlich angehalten und Belles Auto wird beschlagnahmt, was sie um ihre Existenzgrundlage bringt.
Washburn und Belle ermitteln gemeinsam, wobei es zu einigen Autoverfolgungsjagden kommt. Sie entdecken, dass das von der Bande geraubte Geld von einem Müllmann eingesammelt wird, dessen Ehefrau entführt wurde. Bei einem weiteren Banküberfall nehmen die Räuberinnen einen Jungen als Geisel. Die Polizistin Marta Robbins bietet an, dass sie anstelle des Jungen als Geisel genommen wird. Danach vereinbaren die Räuberinnen mit Washburn, dass Robbins gegen das von ihm sichergestellte Geld eingetauscht wird.
Die Räuberinnen fahren mit zwei Autos neben dem von Washburn und Belle; während der Fahrt wird das Geld übergeben und Robbins springt in das Auto von Belle, die bremst. Die Autos der Models überspringen eine Lücke in der aufgeständerten Straße und landen auf einer im Bau befindlichen Brücke. Vanessa schießt auf das Taxi, dabei wird Belle angeschossen. Washburn bringt Belle rechtzeitig in ein Krankenhaus.
Die New Yorker Banken kaufen Belle ein neues Auto. Sie startet in einem Autorennen, vor dem auf der Anzeigetafel der Heiratsantrag ihres Freundes Jesse erscheint.

## Kritiken
Robert Koehler schrieb in der Zeitschrift Variety vom 5. Oktober 2004, der Film bringe den „peinlichen Nachweis“, dass selbst der „stümperhafte“ französische Originalfilm besser als sein Remake sein könne. Sogar die „gewöhnlich lebhafte“ Queen Latifah wirke „uninspiriert“. Die Kameraarbeit von Vance Burberry sei „solide“; Koehler lobte außerdem die Stuntleute.
Das Lexikon des internationalen Films schrieb, der Film sei ein „misslungenes Buddy-Movie voller naiver Gags und sinnlos aneinander gereihter Verfolgungsjagden“.

## Auszeichnungen
Gisele Bündchen (in zwei Kategorien) und Jimmy Fallon (für das Singen des Songs This Will Be (an Everlasting Love)) wurden im Jahr 2005 für den Teen Choice Award nominiert. Der Film gewann 2005 für die Stunts den Taurus Award in einer Kategorie und wurde in zwei weiteren Kategorien für den Taurus Award nominiert.

## Hintergrund
Der Film wurde in New York City, Los Angeles und Phoenix, Arizona gedreht. Der Film spielte weltweit fast das Dreifache seines geschätzten Budgets von 25 Millionen US-Dollar ein.